# Херинген (Хельме)
Херинген (нем. Heringen/Helme) — город в Германии, в земле Тюрингия.

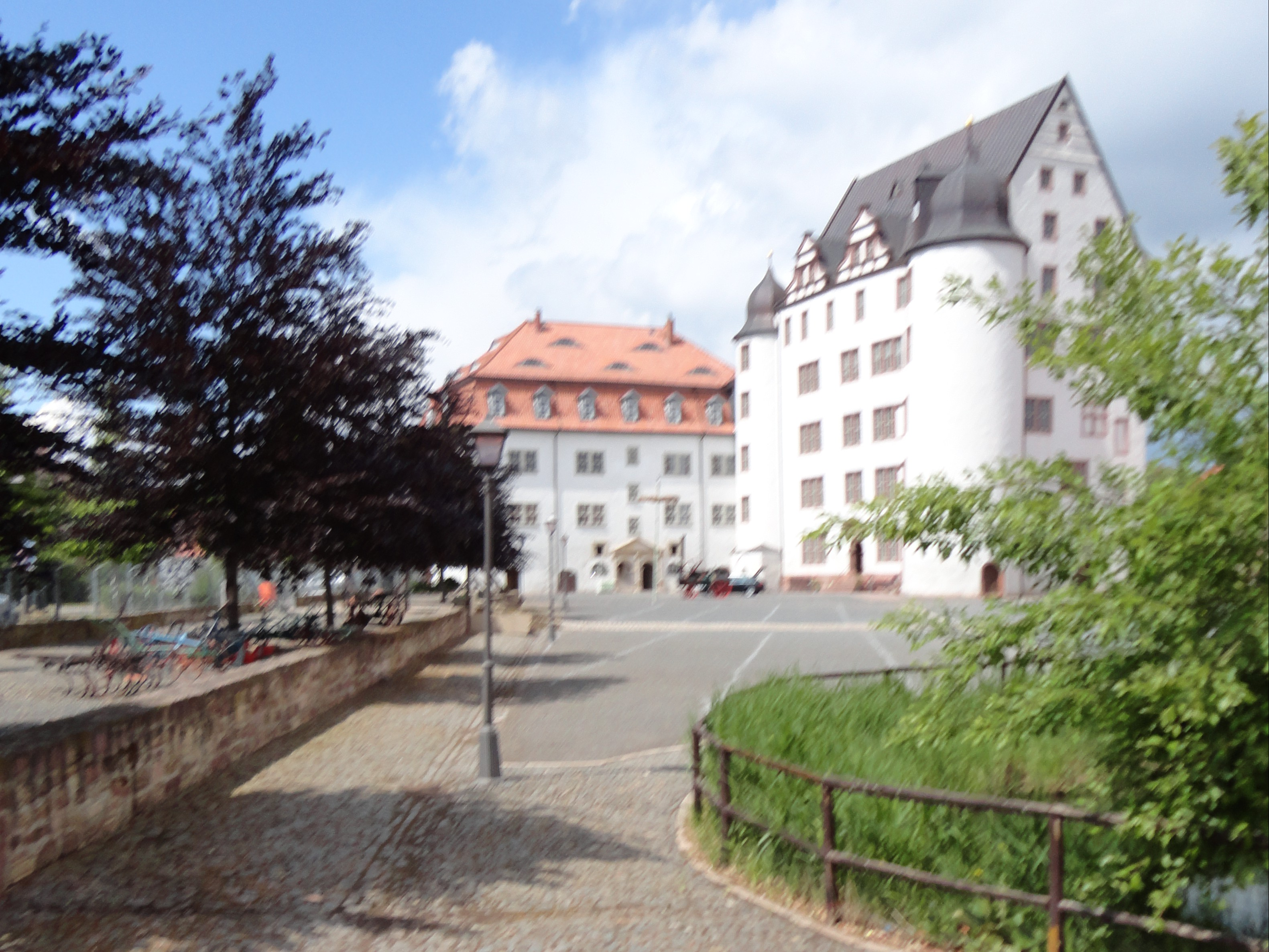
Schloss Heringen (2015)

Входит в состав района Нордхаузен. Подчиняется управлению Гольдене Ауэ (Тюринген). Население составляет 5199 человек (на 31 декабря 2010 года). Занимает площадь 20,96 км². Официальный код — 16 0 62 017.